# SRPRB

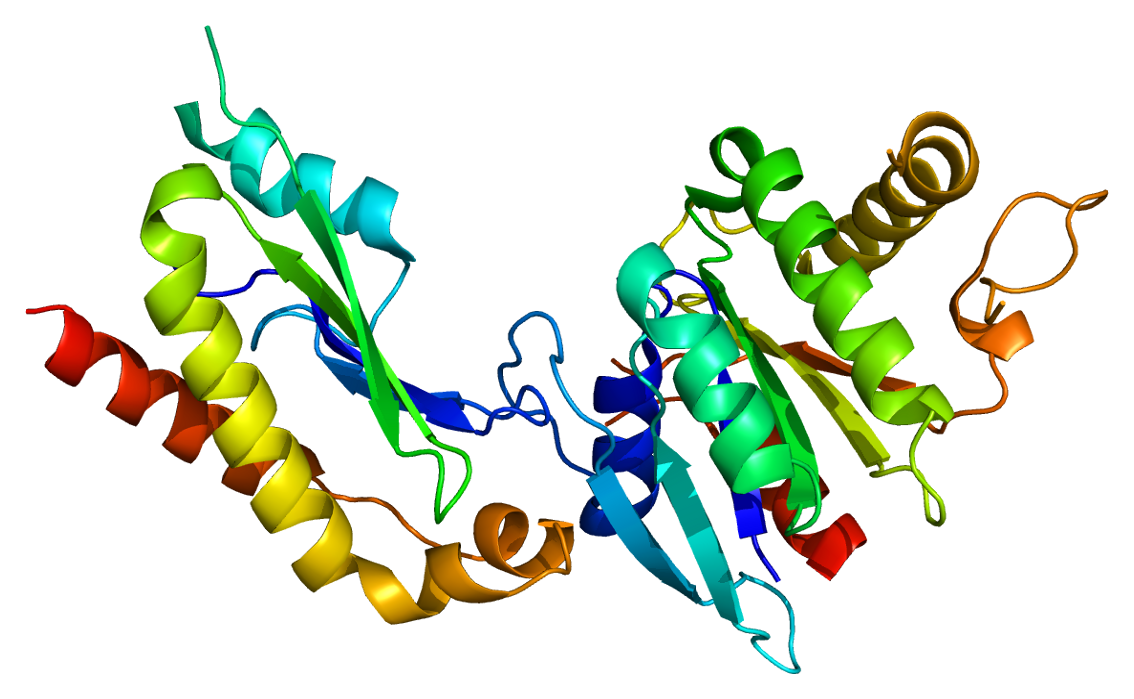
Estructura del SRPRB

La subunidad beta del receptor de partículas de reconocimiento de señal es una proteína codificada por el gen SRPRB en los humanos.
La proteína codificada por este gen tiene similitud con la proteína encontradas en los ratones, caracterizada por poseer una subunidad del receptor de partículas de reconocimiento de señal (SR). Esta subunidad es una GTPasa transmembrana que pertenece a la superfamilia GTPasa. Ancla la subunidad alfa, una GTPasa de membrana periférica, a la membrana ER. SR se requiere para el direccionamiento cotraduccional de proteínas secretoras y de membrana a la membrana ER.